# Куйванен, Николай Андреевич
Никола́й Андре́евич Ку́йванен (12 марта 1911, Малые Горки, Петергофский уезд, Санкт-Петербургская губерния, Российская империя — 13 марта 1980, Ленинград) ― советский тубист и музыкальный педагог. Солист Заслуженного коллектива РСФСР академического симфонического оркестра Ленинградской филармонии

## Биография
Родился 12 марта 1911 года в деревне Малые Горки Ропшинской волости 1-го стана Петергофского уезда Санкт-Петербургской губернии в рабоче-крестьянской семье: отец Куйванен Андрей Исаевич — рабочий на бумажной фабрике в Ропше, мать Куйванен Мария Адамовна (в девичестве — Каялайнен) — крестьянка, сёстры и братья — Лиза, Ольга и Амалия, Александр и Иван. С детства самостоятельно учился музыке: работал в оркестре пожарной части, служил в Красной армии в музыкальном взводе (играл на трубе, затем на тубе), с 1928 по 1931 год играл в самодеятельном духовом оркестре.
В 1931 поступил и в 1936 году окончил Ленинградский музыкальный техникум им. М. П. Мусоргского (классы Евгения Рейхе и Владимира Зинченко). В 1934—1936 годах работал в сценическом оркестре Ленинградского театра оперы и балета им. С. М. Кирова, в 1936—1938 годах — солистом-тубистом в джазовом оркестре п/у Г.Ландсберга в кинотеатре «Великан».
В 1938 году выиграл конкурс на место тубиста в ЗКР в академический симфонический оркестр Ленинградской филармонии, в который (в 1938 году) был назначен новый главный дирижёр — Мравинский Евгений Александрович. С 1938 по 1970 годы был солистом-тубистом Заслуженного коллектива РСФСР Ленинградской филармонии, участвовал под руководством главного дирижёра ЗКР АСО Ленинградской филармонии Е. А. Мравинского в концертах, записях и гастролях этого оркестра в СССР и во многих странах мира, а также работал с другими знаменитыми дирижёрами: Арвидом Янсонсом, Карлом Элиасбергом и др.

Музыканты дают такую характеристику Н. А. Куйванену: 
Исполнительское мастерство Куйванена Н. А. наиболее ярко проявилось в сольных эпизодах тубы таких произведений как «Фантастическая симфония» Г. Берлиоза, «Манфред» П. Чайковского, «Весна священна» и «Жар птица» И. Стравинского, в 5, 6 и 7 симфониях С.Прокофьева, в оперных увертюрах «Нюрнбергские мейстерзингеры», «Тангейзер» и «Гибель богов» Р. Вагнера и др.
Участвовал в концертной деятельности и в записях в составе медного квинтета (Ленинградской филармонии) им. Эвальда, под руководством А. А. Козлова и др. ансамблях.
С 1970 года и до конца жизни занимался педагогической деятельность — вёл класс тубы в Ленинградском областном детском доме музыкального воспитания им. Н. А. Римского-Корсакова. Ученики-тубисты Н. А. Куйванена работают в симфонических оркестрах Санкт-Петербурга и России, среди них:
- Александр Томашевский, выпускник 1971 года, в 1976 году окончил Ленинградскую консерваторию, солист-тубист оркестра Малого театра оперы и балета (впоследствии, Михайловского театра)
- Николай Стеклов, выпускник 1974 года, в 1979 году окончил Ленинградскую консерваторию (класс В. В. Галузина), в 1975—1977 годах солист-тубист оркестра Оперной студии Ленинградской консерватории[14]
- Николай Канаев, выпускник 1975 года, в 1980 году окончил Ленинградскую консерваторию (класс В. В. Галузина), в 1977—1998 годах солист-тубист оркестра Оперной студии (впоследствии, Театра оперы и балета) Ленинградской консерватории.

Умер в 1980 году.
Семья: жена Александра Куйванен, дочери: Галина Николаевна Сныткина (Куйванен) и Ирина Николаевна Куйванен, внук Арвид (Антон) Куйванен.

## Аудиозаписи
- К.Сероцкий. Четыре пьесы из сюиты для 4-х тромбонов (соч. 1953 г.) /А.Дубенский. Кончерто гроссо для трёх тромбонов и тубы
Аким Козлов, Николай Коршунов, Виктор Венгловский и Георгий Данилов (тромбоны), Николай Куйванен (туба). 1968, Мелодия, Д-00021451-2:[15]

## Примечание
1. ↑  Ныне — в Ропшинском сельском поселении Ломоносовского района, Ленинградская область.
2. ↑  Levashkin (I), 1999.
3. ↑  Levashkin (II), 1999.
4. ↑  А.Левашкин Картинки из истории тубы в России. www.tuba.org.ru. Дата обращения: 1 мая 2020. Архивировано 22 февраля 2020 года.
5. ↑  Энциклопедический справочник СПб консерватории. Педагоги 1918—2012. Зинченко Владимир Иванович. Дата обращения: 1 июня 2020. Архивировано 23 сентября 2019 года.
6. ↑  тубист Н.А.Куйванен на фото "Мравинский и ЗКР, конец 40-х годов", сайт СПБ филармонии. Дата обращения: 8 февраля 2020. Архивировано 22 января 2019 года.
7. ↑  Солист-тубист ЗКР АСО Ленинградской филармонии Н.А.Куйванен, профессиональный сайт тубистов. Дата обращения: 2 февраля 2020. Архивировано 2 февраля 2020 года.
8. ↑  Фомин В. С., 1982.
9. ↑  Что происходило с филармонией во время эвакуации. Новосибирск 1941–1944. Дата обращения: 9 мая 2020. Архивировано 13 июня 2021 года.
10. ↑  1965 год, медная группа ЗКР АСО Ленинградской филармонии, тубист Н. А. Куйванен.
11. ↑  Биографии выдающихся отеч. и зарубежных исполнителей-тубистов - Куйванен Н.А., проф. сайт тубистов. Дата обращения: 2 февраля 2020. Архивировано 2 февраля 2020 года.
12. ↑  сайт СПб консерватории, Н.А.Куйванен на фотографии артистов оркестра ЗКР АСО Ленинградской филармонии. Дата обращения: 29 января 2020. Архивировано 23 июля 2020 года.
13. ↑  О тубисте Н.А.Куйванене в статье "Виктор Венгловский, тромбон" на сайте Всемирной ассоциации тромбонистов. Дата обращения: 29 января 2020. Архивировано 21 мая 2014 года.
14. ↑  Театр оперы и балета С.- Петербургской консерватории. Дата обращения: 28 января 2020. Архивировано 29 декабря 2019 года.
15. ↑  на сайте фирмы Мелодия. Дата обращения: 31 января 2020. Архивировано 31 января 2020 года.